# Chinatown
|  | For filmen af samme navn, se Chinatown (film) |
Chinatown er en betegnelse for et større område i en by uden for Kina, der bebos af et større antal kinesere.
Dette kan ofte ses gennem udvalget af butikker og restauranter, og det er ikke usædvanligt med gadeskilte med kinesisk skrift, kinesiske dekorationer i gaderne og andre kendetegn.
Det tætteste man kommer på at have en Chinatown i Danmark er området omkring Reverdilsgade i København ved Istedgade-indgangen til hovedbanegården. Her er der en del kinesiske forretninger af følgende slags: fødevare, rejsebureau, frisør og køreskole.

## Kendte chinatowns
- Londons Chinatown, England
- New Yorks Chinatown, USA
- San Franciscos Chinatown, USA
- Cholon i Ho Chi Minh-byen, Vietnam
- Paris' Chinatown, Frankrig
- Flushings Chinatown, Queens, New York, USA
- Cyrildene Chinatown, Johannesburg, Sydafrika

- Wikimedia Commons har flere filer relateret til Chinatown

| Folkeslag | Spire Denne artikel om folkeslag eller etnografi er en spire som bør udbygges. Du er velkommen til at hjælpe Wikipedia ved at udvide den. |